# World Driver Championship
World Driver Championship est un jeu vidéo de course sorti en 1999 sur Nintendo 64. Le jeu a été développé par Boss Game Studios et édité par Midway.

## Accueil
- Nintendo Power : 8,7/10[1]